# Concentrix
Webhelp est une entreprise française d'externalisation de la gestion de l'expérience client et des processus métier. Elle a été fondée en 2000 et son siège est situé à Paris en France.
Le groupe dirige des centres d’appels qui proposent à des entreprises des prestations de ligne directe, de télémarketing, de traitement de courriers et d’e-mails.
L'entreprise est adhérente au Syndicat des professionnels des centres de contacts.

## Historique
Créé en juin 2000 par Frédéric Jousset et Olivier Duha, Webhelp proposait à l'origine, un service d'assistance en ligne en temps réel pour internautes néophytes. L'entreprise devient un fournisseur mondial de BPO (externalisation des processus d'affaires), spécialisé dans la gestion des processus métier et l'expérience client sur différents canaux,.

## Évolution
En 2011, la société Charterhouse Capital Partners fait l'acquisition d'une participation majeure dans la société.
En février 2013, le Groupe annonce l'achat convenu de HEROtsc, à Falkirk, en Écosse. En février 2014, Webhelp annonce l'acquisition de SNT Nederland B.V., Amersfoort. En 2015, Webhelp fait l'acquisition des parties de Walter Services, basé en Allemagne, en Italie et en République tchèque basées sur OnLine, et CSM en Suisse. La société continue également l'acquisition de Callpex. La même année, l'entreprise conclut un accord avec KKR. L'équipe de direction de Webhelp est devenue actionnaires de contrôle, aux côtés de KKR, tandis que Charterhouse Capital Partners a reculé après plus de quatre années de collaboration avec l'entreprise. La transaction a été clôturée en 2016.
En 2016, l'entreprise acquiert GoExcellent,. En 2018, elle ouvre à Tourcoing un centre d'appel.
En 2019, avec le cabinet de lobbying Altermind, elle rédige un rapport qui promeut l'externalisation systématique des services publics via des entreprises privées,.
En août 2023, dans leur majorité, les actionnaires valident le rachat de Webhelp par Concentrix.

## Conflits sociaux
Le 17 janvier 2012, Libération révèle qu'un salarié de l'entreprise, délégué syndical membre du CHST, qui a publié sur Facebook le message « Journée de merde, temps de merde, boulot de merde, boîte de merde, chefs de merde », après le suicide d'une collègue pour lequel l'entreprise ne souhaite pas mener d'enquête, a été condamné par le tribunal correctionnel de Paris à 500 euros d'amende avec sursis.
L'entreprise connaît des épisodes de grèves, à Lacroix-Saint-Ouen en 2016, à Étrelles en 2013 et en 2025, à Montceau-les-Mines en 2012, à Caen en 2010.
Le 9 octobre 2024, Loan, un employé de l'entreprise, a été licencié pour l'utilisation d'un GIF Homer Simpson sur Teams à la suite d'un retard de paiement de salaire.